# بول نيلسن
بول نيلسن (بالدنماركية: Poul Nielsen)‏ (و. 1891 – 1962 م) هو لاعب كرة قدم، من الدنمارك، ولد في كوبنهاغن، شارك في الألعاب الأولمبية الصيفية 1912، وكان يلعب كمهاجم، توفي في كوبنهاغن، عن عمر يناهز 71 عاماً.

## روابط خارجية
- بول نيلسن على موقع قاعدة بيانات كرة القدم.إي يو (الإنجليزية)
- بول نيلسن على موقع ناشيونال فوتبول تيمز (الإنجليزية)
- بول نيلسن على موقع أوليمبيديا (الإنجليزية)